# Komanne
Komanne eller Komanijärvi är en sjö i Finland. Den ligger i kommunen Perho i landskapet Mellersta Österbotten, i den centrala delen av landet, 300 km norr om huvudstaden Helsingfors. Komanne ligger 172,3 meter över havet. Arean är 85,1 hektar och strandlinjen är 5,88 kilometer lång. Sjön  ingår i Perho å huvudavrinningsområde. 